# 27e cérémonie des Filmfare Awards
La 27e cérémonie des Filmfare Awards s'est déroulée en 1980 à Bombay en Inde.

## Palmarès
| Catégorie                                 | Lauréat |
| ----------------------------------------- | --- |
| Meilleur film                             | Junoon - produit par Shashi Kapoor - réalisé par Shyam Benegal - avec Shashi Kapoor, Shabana Azmi et Naseeruddin Shah |
| Meilleur réalisateur                      | Shyam Benegal (Junoon)                                                                                                |
| Meilleur acteur                           | Amol Palekar (Gol Maal)                                                                                               |
| Meilleure actrice                         | Jaya Bhaduri (Nauker)                                                                                                 |
| Meilleur acteur dans un second rôle       | Amjad Khan (Dada) |
| Meilleure actrice dans un second rôle     | Helen (Lahu Ke Do Rang)                                                                                               |
| Meilleure prestation dans un rôle comique | Utpal Dutt (Gol Maal)                                                                                                 |
| Meilleur compositeur                      | Laxmikant - Pyarelal (Sargam)                                                                                         |
| Meilleur parolier                         | Sampooran Singh Gulzar pour « Aanewala Pal » (Gol Maal)                                                               |
| Meilleur chanteur de playback             | K.J. Yesudas pour « Dilke Tukde Tukde » (Dada)                                                                        |
| Meilleure chanteuse de playback           | Vani Jairam pour « Mere To Giridhar Gopal » (Meera)                                                                   |
| Meilleure histoire                        | Dinesh Thakur (Ghar)                                                                                                  |
| Meilleur scénario                         | B.V. Karanth et Girish Karnad (Godhuli)                                                                               |
| Meilleurs dialogues                       | Satyadev Dubey (Junoon)                                                                                               |
| Meilleure photographie                    | Govind Nihalani (Junoon)                                                                                              |
| Meilleure direction artistique            | Madhukar Shinde (Lahu Ke Do Rang)                                                                                     |
| Meilleur son                              | Hitendra Ghosh (Junoon)                                                                                               |
| Meilleur montage                          | Bhanudas Divakar (Junoon)                                                                                             |

## Récompenses des critiques
| Catégorie     | Lauréat                        |
| ------------- | ------------------------------ |
| Meilleur film | Jeena Yahan de Basu Chatterjee |